# Леушин, Олег Николаевич
Оле́г Никола́евич Леушин (род. 25 марта 1968, Свердловск) — российский актёр театра и кино, режиссёр, заслуженный артист Российской Федерации.
С июня 2011 года — художественный руководитель Театра на Юго-Западе.

## Биография
Окончил Свердловский государственный театральный институт в 1991 году, курс Н. В. Мильченко.
С 1992 года — актёр Театра на Юго-Западе. С июня 2011 года — художественный руководитель.

## Актёрские театральные работы

### Роли текущего репертуара
- «Ромул Великий» Фридрих Дюрренматт — Ромул Августул
- «Кабала святош» М. А. Булгаков — Мольер
- «Дракула» Брэм Стокер — профессор Абрахам Ван Хельсинг
- «Игра в Наполеона» Стефан Брюлотт — Наполеон Бонапарт
- «Мастер и Маргарита» М. А. Булгаков — Воланд
- «Портрет Дориана Грея» Оскар Уайльд — Белое

### Сыгранные роли
- «Dostoevsky-trip» В. Сорокин — Ипполит, Князь Мышкин
- «J.Gay-Opera.ru» — В. Белякович по мотивам пьес Д.Гэя и Б.Брехта— Бандос
- «Аккордеоны» В. Белякович (музыкально-танцевальное представление) — Он
- «Анна Каренина-2» — О. Шишкин (фантазия на тему) — Сергей Иванович Кознышев
- «Вальпургиева ночь» В. Ерофеев — Клейнмихель
- «Гамлет» Шекспир — Клавдий, Гамлет, Горацио, Марцелл Озрик, Актёр, Король на сцене
- «Дракон» — Е. Шварц (сказка) — Ланцелот, Кот Машенька
- «Женитьба» Н. В. Гоголь — Кочкарёв, Подколесин
- «Кабала святош» М. А. Булгаков — Маркиз де Шаррон
- «Калигула» Альбер Камю — Калигула
- «Карнавальная шутка» В. Белякович по мотивам пьесы К.Гольдони «Трактирщица» — кавалер Рипафратта
- «Комната Джованни» инсценировка В.Беляковича по мотивам романа Дж. Болдуина — Дэвид
- «Конкурс» — А. Галин (шоу-анекдот) — Валентин Кравченко
- «Куклы» В. Белякович по мотивам пьесы Хасинто Грау «Сеньор Пигмалион» — Герцог Альдукар, Кукла Херувим
- «Люди и Джентльмены» Эдуардо де Филиппо — Дженнаро де Сиа
- «Макбет» Шекспир — Дункан, король Шотландии, ведьма
- «Мастер и Маргарита» М. А. Булгаков — Коровьев, Каифа, гость на балу
- «Маугли» (совместный проект с театром «Я Сам Артист» — Каа
- «Ревизор» Н. В. Гоголь — Городничий, Хлестаков
- «Ромео и Джульетта» Шекспир — Меркуцио, Пётр
- «Самоубийца» Николай Эрдман — Цыган, Родственник из провинции
- «Слуга двух господ» — К.Гольдони (мелодраматическая комедия) — Пепе
- «Смерть» Вуди Аллена (режиссёр — Уильям Рафэлд) — Хэнк
- «Сон в летнюю ночь» Шекспир — Оберон, Пэк, фавн
- «Старые грехи» — Театральная композиция В.Белякович по ранним рассказам и письмам А. П. Чехова — от автора
- «Страсти по Мольеру» — В. Белякович по мотивам Ж.-Б. Мольера, (комедия) — Клеант, Ковьель, Учитель фехтования
- «Трёхгрошовая опера» — Б. Брехт, музыкальная драма — Эдвард-пила
- «Три цилиндра» — Мигель Миура (музыкальный спектакль) — Дионисио
- «У ковчега в восемь» Ульрих Хуб — Голубь
- «Фотоаппараты» Пётр Гладилин — Говоркова
- «Чайка» А. П. Чехов — Тригорин
- «Что случилось в зоопарке» Э. Олби (вечер, посвящённый Виктору Авилову) — Питер
- «Zoofellini» Пётр Гладилин (читка пьесы) — моноспектакль
- «Слишком сумасшедшие похороны» Аркадий Крумер (читка пьесы) — моноспектакль
- «Встреча с песней» (театральный капустник)

### Работа в других театрах

#### Театр «Бу…»
- «Чучело» (спектакль-невидимка для слепых и слабовидящих детей по произведению Владимира Железникова, режиссёр Екатерина Негруца, постановщик Ярослав Жалнин) — голос автора

## Режиссёрские работы
- 2022, «Средство Макропулоса», Карел Чапек
- 2022, «Старые грехи», А. П. Чехов (возобновление спектакля Валерия Беляковича)
- 2022, «„Женитьба“», Н. В. Гоголь (возобновление спектакля Валерия Беляковича)
- 2021, «На дне», М.Горький (возобновление спектакля Валерия Беляковича)
- 2021, «Ромул Великий», Фридрих Дюрренматт
- 2019, «Примадонны (ПрямоДонны)», Кен Людвиг
- 2018, «Кабала святош» (М. А. Булгаков)
- 2017, «ZOOFELLINI» (Пётр Гладилин)
- 2016, «Дозвониться до дождя» (по пьесе Мигеля Миуры «Три цилиндра»)
- 2015, «Портрет Дориана Грея»
- 2014, «В поисках сокровищ или Невероятная история одного кораблекрушения»
- 2013, «Дураки» Нил Саймон (в составе режиссёрской группы)
- 2013, «Любовь и голуби» Владимир Гуркин
- 2012, «У ковчега в восемь» Ульрих Хуб (в составе режиссёрской группы)
- 2012, «Люди и Джентльмены» Эдуардо де Филиппо

## Фильмография
- 2019 — Скажи что-нибудь хорошее (телесериал) — Модест Петрович Трубин, директор оперного театра
- 2015 — Сын моего отца (телесериал) — Дашкевич
- 2015 — Спасённая любовь — Кирилл
- 2014 — Лесник (телесериал), фильм № 52 «Маугли» — Михаил Аркадьевич Сомов, директор интерната
- 2014 — Любопытная Варвара-2 (телесериал), серии 3-4 — Вениамин Караев, писатель, автор детективных романов
- 2014 — Беспокойный участок (телесериал), серии 1-2 — Кирилл Ильин, кукольник
- 2014 — Сильнее судьбы (телесериал) — Олег Сергеевич, муж хозяйки гостиницы
- 2014 — Земский доктор. Любовь вопреки (телесериал) — Дмитрий Швецов, главврач, друг юности Ольги
- 2013 — След — 877 серия. Ночной свидетель -Дмитрий Цуканов, майор полиции
- 2013 — Земский доктор. Возвращение (телесериал) — Дмитрий Швецов, главврач, друг юности Ольги
- 2013 — Склифосовский — 2 — 2 сезон, 15 серия, Валерий Евгеньевич Котов, член совета директоров Газпрома
- 2012 — Бигль (телесериал) — Дмитрий Аристов, журналист, жених Алины
- 2012 — Профиль убийцы — Егор Львович Косачёв, брат губернатора, владелец риэлторской фирмы «Счастливый дом»
- 2012 — Любить нельзя забыть — Константин, бывший муж главной героини
- 2011 — Москва. Три вокзала (телесериал) — Серия 20 «День святого Воробьёва», Владимир Сергеевич Раевский
- 2011 — Адвокат (8 сезон) — Серия 5 «Сладкий дым»,Павел Леонидович Маевский — председатель клуба
- 2011 — Земский доктор. Продолжение (телесериал) — Дмитрий Швецов, главврач, друг юности Ольги
- 2011 — Купидон (телесериал) — Степан Анкудинов, артист
- 2011 — Крутые берега (телесериал)
- 2011 — Любви все возрасты… — Макс Фомин-Неделин, музыкальный критик, бывший муж Татьяны
- 2011 — Контакт — Том Аркет
- 2010 — Земский доктор (телесериал) — Дмитрий Швецов, главврач, друг юности Ольги
- 2010 — Стэп бай стэп — Роман Златославский
- 2010 — Записки экспедитора тайной канцелярии (телесериал), 1, 6 серии — юродивый
- 2010 — Дом образцового содержания (телесериал) — Егор Семёнович Нахабин, режиссёр"
- 2010 — Закон и порядок. Отдел оперативных расследований-4 (телесериал) — врач (эпизод, 26 серия)
- 2009 — В одном шаге от Третьей Мировой (документальная драма) — Джон Кеннеди
- 2009 — Принцесса и нищенка (телесериал) — Калиновский, врач
- 2009 — Логово Змея (телесериал) — Роланд
- 2009 — Зверобой (телесериал) — Георгий Валаховский, «Викинг»
- 2009 — Телохранитель 2 (телесериал) — фильм 1 «Сбитый лётчик» и фильм 2 «Эх, Семёнова», Геннадий Заславский, начальник экспедиции
- 2009 — Криминальное видео 2 (телесериал) — Мещеряков, фильм «Чёрный человек»
- 2008 — Новогодняя засада — Журавский, историк, жених Шаховой
- 2008 — Проклятый рай 2 — Паша, олигарх
- 2008 — Висяки (телесериал) — Вячеслав («Вячек»), муж Людмилы Чижик
- 2007 — Татьянин день — Максим, отец Саши
- 2007 — Слуга Государев — Шведский драбант
- 2007 — Муж на час — сценарист Захар Костопольский, известный сценарист
- 2007 — День гнева (телесериал) — Алёхин
- 2007 — Месть — Андрей Васильевич
- 2007 — Сваха (телесериал)— Олег, бизнесмен
- 2006 — Проклятый рай — Паша-олигарх
- 2006 — Любовники — Миша, хозяин ресторана
- 2006 — Под Большой медведицей (телесериал) — Феликс
- 2005 — Свой человек — помощник Шаповалова
- 2005 — Частный детектив (телесериал) — серии 4-7, 9-16, Виктор
- 2005 — Александровский сад (телесериал) — следователь
- 2004 — Русское лекарство (телесериал) — сотрудник милиции, эпизод
- 2004 — Всегда говори «Всегда»-2 (телесериал) — Вадим
- 2004 — Прощайте, доктор Фрейд! — Феликс, управляющий фирмой Василия, жених его дочери
- 2003 — Всегда говори «Всегда» (телесериал) — Вадим
- 2002 — Тайны XX века (документальный телесериал)
- 2002 — Русские в городе ангелов (Russians in the City of Angels) (телесериал), эпизод
- 2002 — Бригада (эпизод)
- 2002 — Кодекс чести
- 2001 — Школа Этуалей
- 1997 — Военно-полевой романс — водитель (эпизод)
- 1992 — Гражданское пари (короткометражный)
- 1991 — Группа риска — молодой сварщик
- 1990 — Сафари № 6 — солдат
- 1986 — Железное поле — Дима, сын Бобылева

## Награды, премии
- 2019 — Специальный диплом Постоянного Комитета Союзного государства за творческое воплощение идей дружбы народов Беларуси и России.
- 2018 — Знак отличия «За безупречную службу городу Москве 25 лет» (Указ Мэра Москвы от 19.03.2018)
- 2003 — Заслуженный артист России (2003)[1].
- 2000 — Театральная премия редакции газеты Московский Комсомолец за роль в спектакле «Калигула»
- 1990 — Премия фестиваля театральных школ в г. Смоленске за эпизодическую роль в спектакле «Носороги»